# 뮌스터 주교후국
뮌스터 주교후국(독일어: Fürstbistum Münster, 독일어: Bistum Münster, 독일어: Hochstift Münster)은 오늘날의 노르트라인베스트팔렌 북부와 니더작센 서부에 위치한 신성 로마 제국의 대규모 교회 공국이었다. 16세기부터 18세기까지 쾰른, 파더보른, 오스나브뤼크, 힐데스하임, 리에주의 인근 교회 공국 중 하나 이상과 인적 동맹을 맺는 경우가 많았다.
뮌스터는 서쪽으로는 연합국, 남쪽으로는 클레베, 베스트레클링하우젠, 마르크, 동쪽으로는 파데르보른, 오스나브뤼크와 국경을 접하고 있었다. 북쪽과 북동쪽에는 동프리슬란트, 올덴부르크, 하노버 선제후국(1692년경)과 국경을 접했다.

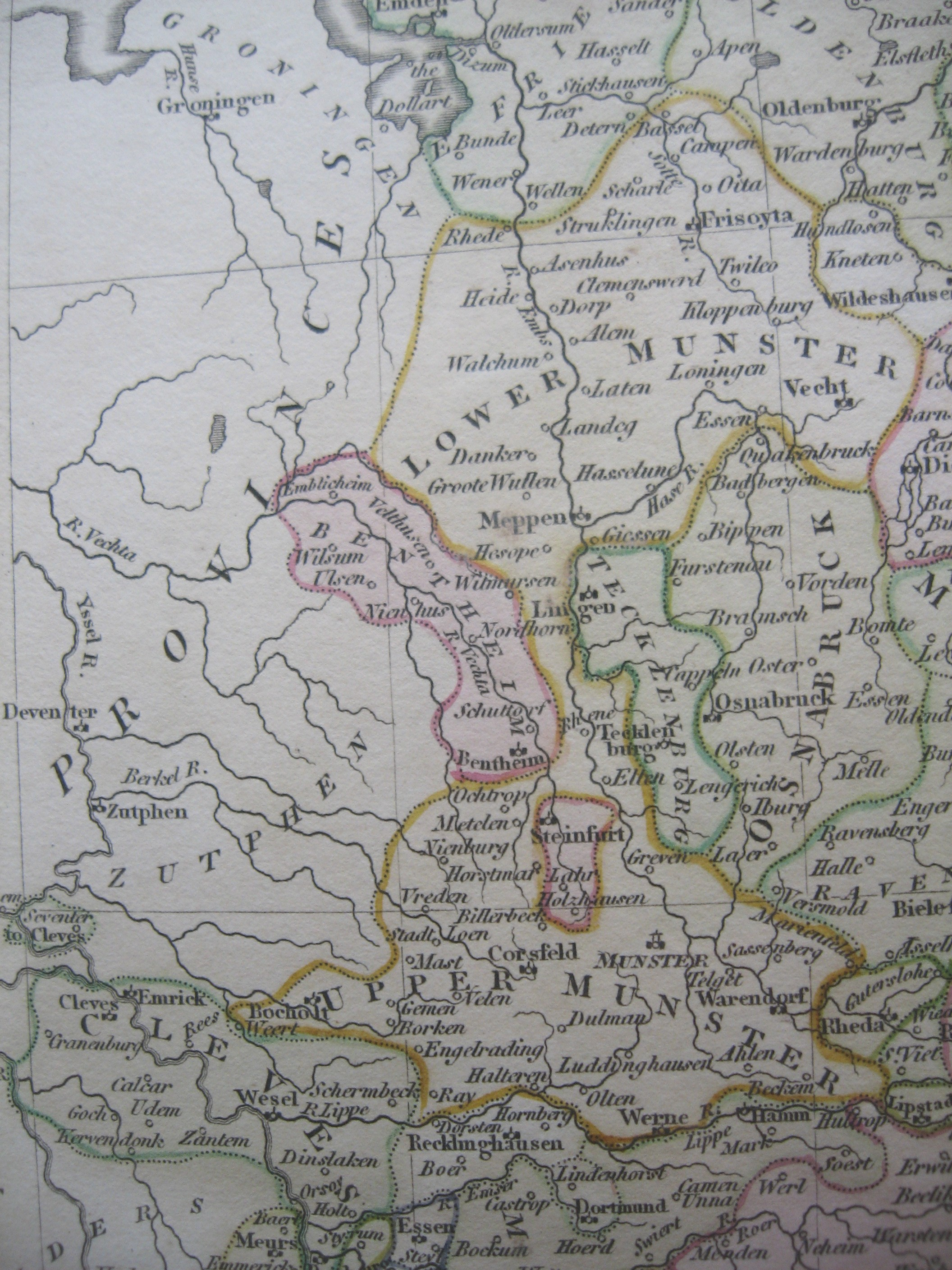
프랑스 혁명 전쟁의 뮌스터와 주변 지역

신성 로마 제국의 다른 모든 주교 관구와 마찬가지로, 뮌스터 대주교 관구와 뮌스터 교구를 구별하는 것은 중요하다. 비록 두 기관 모두 동일한 개인에 의해 통치되었지만. 일반적으로 대교구는 해당하는 대주교 관구보다 더 컸고, 대주교 관구를 넘어 확장된 부분에서, 대주교의 권한은 엄격하게 일반 주교의 권한이었고 영적인 문제에 국한되었다.

## 같이 보기
- 노르트키르헨 궁전